# Matej Jelić
Matej Jelić (* 5. listopadu 1990, Našice, SFR Jugoslávie) je chorvatský fotbalový útočník, hráč chorvatského klubu HNK Cibalia.

## Klubová kariéra
Svoji fotbalovou kariéru začal tento záložník v NK Belišće. Mezi jeho další působiště v Chorvatsku patří: GNK Dinamo Zagreb, NK Lokomotiva Zagreb, NK Lučko, NK Karlovac 1919, NK Rudeš.
Slovenský klub MŠK Žilina jej angažoval v červenci 2013. Podepsal zde roční smlouvu s opcí. V sezóně 2014/15 se stal s 19 vstřelenými góly nejlepším kanonýrem slovenské nejvyšší ligy (společně s českým hráčem Janem Kalabiškou). Střeleckou fazónu si přenesl i do předkol Evropské ligy 2015/16, v dvojutkání 1. předkola vstřelil 4 góly severoirskému klubu Glentoran FC, v prvním utkání 2. předkola zařídil dvěma brankami vítězství 2:1 na půdě moldavského týmu FC Dacia Chișinău.
V srpnu 2015 přestoupil po výborných výkonech ve slovenské lize i v Evropské lize do rakouského týmu Rapid Vídeň.